# Niobe (scuna)
La Segelschulschiff Niobe è stata una nave scuola della Reichsmarine usata per addestrare i cadetti e gli aspiranti sottufficiali. La nave affondò durante una tempesta improvvisa il 26 luglio 1932, con la perdita di 69 vite. Sul Gammendorfer Strand nell'isola di Fehmarn è stato eretto un monumento, il Niobe-Denkmal, con vista sul luogo dell'affondamento.

## Progetto
La nave nacque in un cantiere danese come Morten Jensen, con una struttura a scuna a quattro alberi, quindi alberi con vele di diverso tipo (auriche o altro) e l'albero di trinchetto più basso di quello di maestra. Con l'acquisizione da parte della Reichsmarine venne trasformata in tre alberi.

## Storia
Venduta nel 1916 in Norvegia e rinominata Tyholm, venne catturata dalla Kaiserliche Marine nel 1916 in quanto contrabbandiera. Venduta a privati, fu riacquistata dalla nuova Reichsmarine nel 1922 per supplire alla carenza di navi scuola, cedute agli Alleati in conto riparazioni dei danni di guerra.
La nave affondò perché vennero trascurate delle misure di sicurezza, come lasciare aperti i portelli degli oblò, e la sua struttura non era fatta per contrastare un ribaltamento; in seguito all'incidente, nuove tecniche di progettazione vennero concepite e il risultato furono navi più sicure come la classe di navi scuola Gorch Fock.